# Kadidlovník

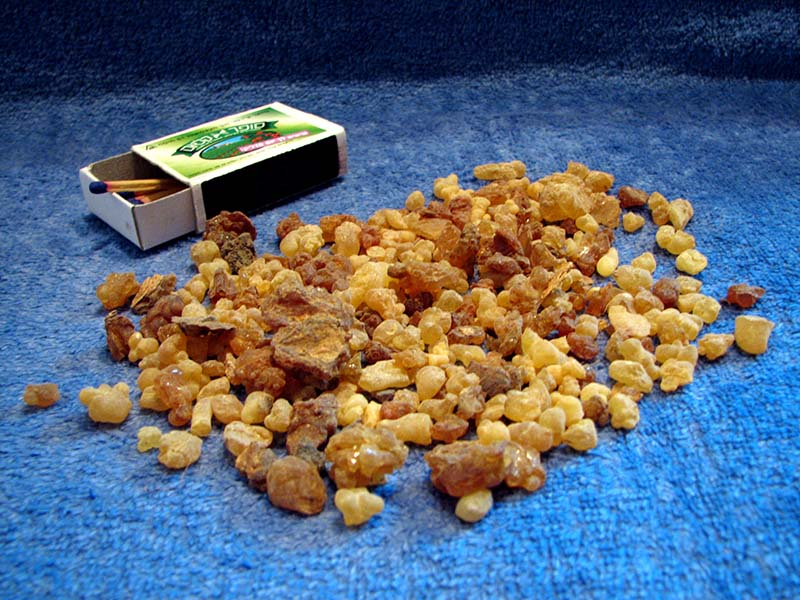
Surové kadidlo

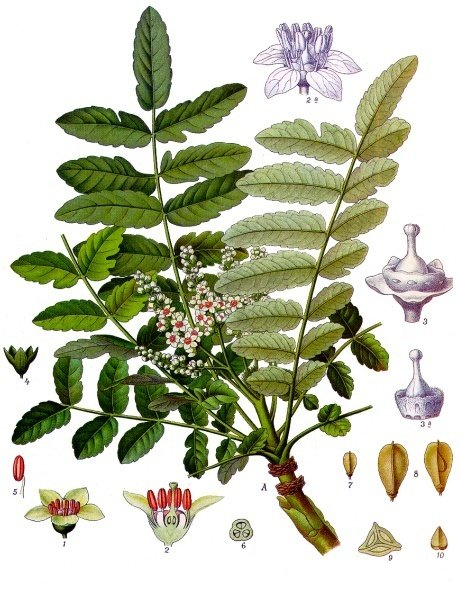
Nákres listů a květů kadidlovník pravý (Boswellia sacra)

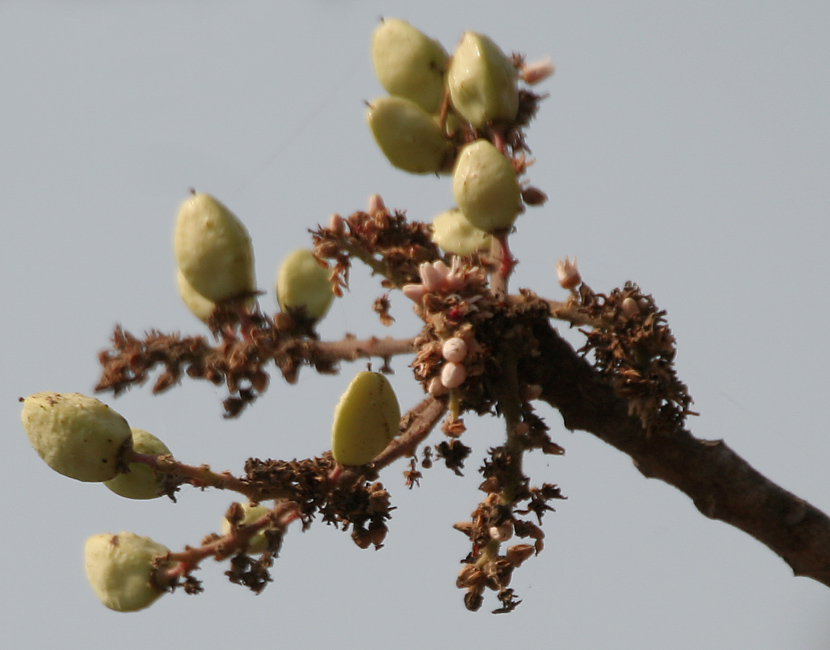
Plody kadidlovníku pilovitého (Boswellia serrata)

Kadidlovník (Boswellia) je rod rostlin z čeledě březulovitých, jehož některých druhů se využívá k produkci kadidla.

## Výskyt
Kadidlovníky převážně rostou v teplých a suchých, hornatých oblastech na severu Afriky, v Africkém rohu, na jihu Arabského poloostrova, na Madagaskaru a dále v Indii, Pákistánu, Íránu, na Cejlonu a v Malajsii. Z hlediska množství a kvality získaného tzv. afrického kadidla jsou nejvýznamnější státy: Etiopie, Somálsko, Jemen a Omán, u indického kadidla je to Indie. V čím sušší a kamenitější půdě je strom zasazen, tím pomaleji roste, dává kadidla méně, zato však kvalitnější.

## Popis
Jsou to stromy vysoké 2 až 8 m, někdy s více kmeny nebo keře s bledě hnědou kůrou, jsou většinou opadavé. Mají ve své kůře i dřevu kanálky s pryskyřicemi. Složené lichozpeřené listy s krátkým řapíkem bývají seskupeny na vrcholcích větví. Lístky mívají okraje pilovité, spodní strana je mnohem světlejší.
Drobné květy jsou na krátkých stopkách, jejich listeny jsou velké jen 2 až 3 mm. Petaly i sepaly jsou většinou žlutavé nebo bílé, jsou veliké jen okolo 2 až 3 mm a obou bývá po pěti. Květy mají deset tyčinek. Plody jsou tobolky dlouhé asi 1 cm.

## Využití
Vzácná vonná klejopryskyřice, kadidlo, se získává z naříznuté kůry kmene nebo větve, odkud vytékají bílé kapičky, které na vzduchu tuhnou a postupně tmavnou. Odebírání začíná když je stromům 8 až 10 let. Tato pryskyřice je v podstatě ochrana stromů před poraněním, kdy vytékající produkt má zacelit ránu nebo udusit parazita. Kadidlo získané ve výše popsaných oblastech Afriky okolo Rudého moře a na Arabském poloostrově je nejkvalitnější.
Kadidlo bylo a mnohde dosud je důležitou složkou náboženských obřadů, kdy se používá jako oběť bohům. Ve starověkém Egyptě bylo součásti balzamování mumií. Obsahuje desítky terpenů, které mu dávají zvláštní vůni. Důležitou složkou jsou i tzv. boswellové kyseliny s protizánětlivým účinkem, bylo již od dávnověku v arabské medicíně používáno jako hojivý prostředek. Vědecky se zkoumá účinek hlavně na léčbu artritidy. Destilací se z pryskyřice získává cenný kadidlovníkový olej používaný v aromaterapii.
Z kadidlovníků pěstovaných v Indii se získává kadidla více, ale jiné jakosti. Z tamních stromů se dokonce sloupává kůra prosycená pryskyřicí a využívá se pro výrobu léčivých odvarů.
Kadidlovníky se uměle vysazovaly ve středověku, nyní se však pryskyřice odebírá ze stromů ve volné přírodě. Aby nedošlo k úplnému zničeni stromů, je třeba odběry pryskyřice omezit. Stromy jsou také odběrem vysilovány a tvoří méně semen, málo se rozmnožují.

## Druhy
Uvádí se, že existuje asi 20 druhů kadidlovníků. Prakticky se však lze setkat jen s pěti druhy rostoucími v Etiopii, Somálsku, Jemenu, Ománu a na jihu Saúdské Arábie a s jedním druhem v Indii.
- kadidlovník pravý (Boswellia sacra) Fluck., 1867 – Somálsko, Jemen, Omán, Saúdská Arábie
- Boswellia frereana Birdw., 1870 – Somálsko
- Boswellia papyrifera Hochst., 184 3 – Etiopie
- Boswellia neglecta S. Moore, 1877 – Etiopie
- Boswellia rivae Engl., 1902 – Etiopie
- Boswellia serrata Roxb., 1807 – Indie

Mezi další druhy „místního významu“ (produkují málo nebo druhořadé kadidlo) patří:
- Boswellia ameero Balf. f., 1882
- Boswellia bullata Thulin, 2001
- Boswellia dalzielii Hutch., 1910
- Boswellia dioscorides Thulin, 2001
- Boswellia elongata Balf. f., 1882
- Boswellia nana Hepper, 1971
- Boswellia ogadensis Vollesen, 1985
- Boswellia pirottae Chiov., 1911
- Boswellia popoviana Hepper, 1971
- Boswellia socotrana Balf. f., 1882
- Boswellia madagascariensis Capuron., 1962 [6][7]